# Analizador vectorial de señales
El analizador vectorial de señales (VSA) es un instrumento de medición de señales electrónicas usualmente de RF radio frecuencia, que reemplaza el analizador de espectro (SA) como instrumento de medición para diseñadores de que trabajan en estos sistemas. Ideal para las medidas de señales rápidas de ancha banda o espectro extendido. 
El VSA es un instrumento poderoso que puede realizar muchas de las tareas de medida y caracterización que realiza el SA, pero además puede realizar muchas más funciones digitales útiles de demodulación. 
El SA y el VSA operan en maneras diferentes. Estas diferencias operacionales pueden tener como resultado errores en la medición si estas diferencias no se consideran apropiadamente al medir.
Usando un instrumento vectorial con un ancho de banda real igual o más ancho que el ancho de banda del transmisor nos asegura una captura de todas las señales de interés del dispositivo bajo análisis. 
Los instrumentos vectoriales son más caros que los instrumentos escalares pero los vectoriales proveen medición más rápida además de análisis y generación de señales más complejas. 
Un instrumento vectorial barre a través del espectro más rápido que un escalar. Con la arquitectura vectorial se pueden generar señales más complejas como ondas moduladas usadas en la mayoría de los sistemas de comunicación. 
Los instrumentos vectoriales capturan fase, amplitud y frecuencia donde instrumentos tradicionales típicamente no pueden. Se puede usar esta capacidad para capturar y mostrar simultáneamente información de frecuencia y tiempo necesaria para el análisis de frecuencia - tiempo y mostrar espectrogramas en 3D. También con instrumentos vectoriales se puede usar la información de la fase con la información de la frecuencia en análisis en modulación I/Q para mostrar una más detallada vista de la señal bajo análisis. Estos beneficios hacen el instrumento vectorial más poderoso y flexible que los instrumentos tradicionales de análisis de estrecha banda de espectro.
- Datos: Q3821946